# Filenchus thornei
Filenchus thornei är en rundmaskart. Filenchus thornei ingår i släktet Filenchus, och familjen Tylenchidae. Arten är reproducerande i Sverige.